# Siebenbürgischer Karpatenverein
Der Siebenbürgische Karpatenverein (SKV, Rumänisch: Asociația Carpatină Ardeleană a Turiștilor) ist der älteste Bergsteigerverein in Rumänien. Er wurde 1880 gegründet und machte erstmals das Bergsteigen in den Süd- und Ostkarpaten populär. Seine Mitglieder, hauptsächlich Siebenbürger Sachsen, legten Wegmarkierungen an und errichteten 60 Schutzhütten. 1905 wurde mit den „Alpinen Rettungsstellen“ die erste organisierte Bergrettung in Siebenbürgen aufgebaut. 1945 wurde der Verein aufgelöst und enteignet. Nach Ende der kommunistischen Herrschaft wurde der SKV im Jahre 1996 neu gegründet und betreibt heute unter anderem die restituierte Julius-Römer-Hütte am Schuler (rum.: Postăvaru), oberhalb von Poiana Brașov.

## Geschichte
Die Berge Siebenbürgens wurden seit Menschengedenken landwirtschaftlich genutzt. Besonders rumänische Schafhirten zogen schon seit Jahrhunderten im Sommer mit ihren Herden bis auf hoch gelegene Almen (rum.: poiană) um ihre Tiere dort zu weiden. Auch Holzfäller und Säumer bewegten sich im Gebirge, doch waren deren Motive stets praktischer Natur. Erst im 19. Jahrhundert begannen die Bewohner der anwachsenden Städte an freien Tagen in die Natur zu strömen und aus sportlichen oder gesundheitlichen Motiven die Bergwelt zu erkunden.
Die Idee des Bergsteigens kam ursprünglich aus England und breitete sich in der Mitte des 19. Jahrhunderts auf dem europäischen Kontinent aus, besonders in den Alpen. Dort kam auch der junge Kronstädter Julius Paul Römer mit dem Alpinismus in Kontakt. Von 1866 bis 1870 hatte er in Wien, Jena und Heidelberg Naturwissenschaften studiert und brachte nach seiner Rückkehr diese neue Mode erstmals nach Siebenbürgen. Im Jahr 1873 gründete er in Kronstadt einen „Siebenbürgischen Alpenverein“. Dabei handelte es sich aber mehr um einen kleinen Kreis von berginteressierten Freunden und Bekannten. Damals gab es noch keine Eisenbahnlinien an den Fuß der Berge und diese ersten Wanderer mussten sich zudem im verwirrenden Netz der Weidewege zurechtfinden. So entstand die Idee, die Wanderwege und Bergsteigerpfade zu markieren. Es wurde dazu ein eigenes Markierungssystem mit verschiedenfarbigen Dreiecken und Rechtecken entwickelt, das sich von den im Alpenraum verwendeten Zeichen unterscheidet.
Im Jahr 1879 wurde die erste Verbindung über die Karpaten zwischen der Ungarischen Ostbahn mit der rumänischen Eisenbahn im Altreich über den Predeal-Pass eröffnet. Dadurch konnten die Städter nun erstmals mit der Eisenbahn bis ins Gebirge gelangen, was das Interesse an Wanderungen und am Bergsteigen enorm erhöhte. Am 28. November 1880 kam es deshalb auf Initiative von Carl Wolff, damals Schriftleiter des einflussreichen Siebenbürgisch-Deutschen Tageblattes, in Hermannstadt zur ersten Hauptversammlung des Siebenbürgischen Karpatenvereins, der sich dort konstituierte. Unter den Gründungsmitgliedern war auch der Schriftsteller Albert Amlacher. Ziel war es, mit dieser Organisation den Bergtourismus in den Karpaten zu unterstützen und die notwendige Infrastruktur zu errichten. In verschiedenen Städten entstanden Sektionen des SKV, die sich jeweils um einen Abschnitt der Karpaten kümmerten. Davor hatten die ersten Bergsteiger sämtlichen Proviant, Kleidung, Decken und Zelte selbst mitführen müssen, wozu sie in den Dörfern Führer und Treiber für mitgeführte Esel mieteten. Die ersten Bergtouren glichen deshalb mehr Expeditionen denn Wanderungen städtischer Sommerfrischler. Nun wurden markierte Wanderwege angelegt, Gebirgsunterkünfte errichtet und nahe den Gipfeln Schutzhütten errichtet. Finanziert wurden diese Unternehmungen durch die Beträge der Mitglieder sowie deren ehrenamtliche Arbeit.
Das Bergsteigen wurde so unter der städtischen, bürgerlichen Bevölkerung populär und etwa zehn Jahre nach Gründung des Karpatenvereins zogen die anderen beiden Volksgruppen nach. Im Jahr 1891 wurde in Klausenburg der erste ungarische Karpatenverein „Erdelyi Karpat-egyesulet“ (EKE) gegründet, sowie auf der rumänischen Südseite der Karpaten die „Societateă turiștilor din România“ und der „Hanul drumetilor“ in Bukarest, deren Zielgebiet die Umgebung um Sinaia, den Predeal-Pass und den Butschetsch war.

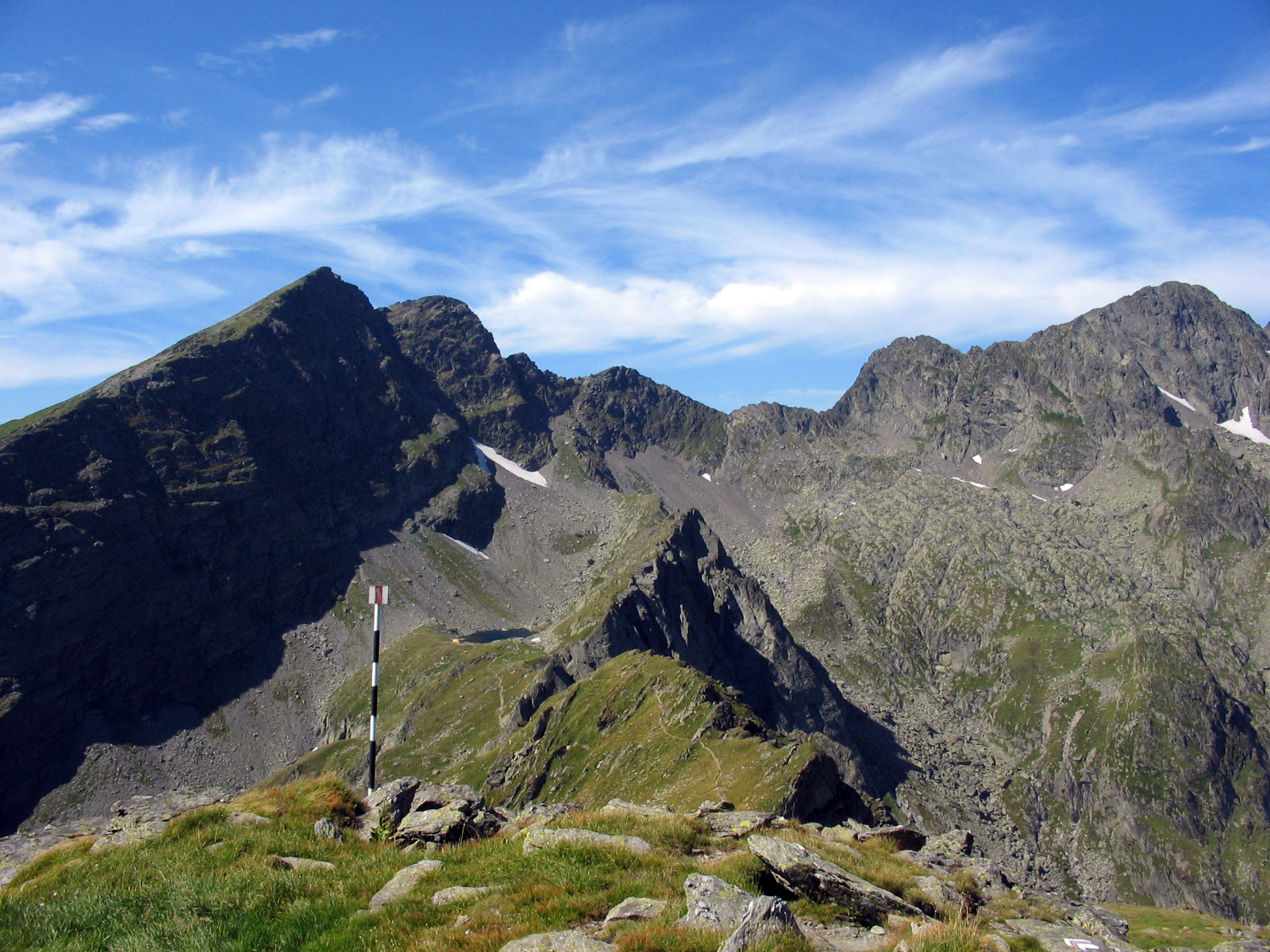
Der Negoiu

Der Siebenbürger Karpatenverein errichtete in dieser Zeit unter anderem Wanderwege und Hütten auf der Schulerau (rum.: Poiana Brașov), im Königssteingebirge (rum.: Piatra Craiului), im Fogarascher Gebirge auf den Moldoveanu und Negoi, zum Bulea-See, sowie auf die Hohe Rinne (rum.: Păltiniș), den Hausberg der Hermannstädter.
Im Jahr 1905, zum 25-jährigen Jubiläum des Bestehens, entschloss man sich, eine organisierte Bergrettung aufzustellen. Jede SKV-Sektion richtete sogenannte „Alpine Rettungsstellen“ ein, die im Falle eines Unglücks hinaufstiegen, Erste Hilfe leisteten, sowie die Verletzten ins Tal brachten. Deren Mitglieder waren Freiwillige, die sich aus Kameradschaft und Pflichtbewusstsein zur Verfügung stellten. 1910 wurde der erste Skiklub gegründet. Zu dieser Zeit hatte der SKV etwa 2.000 Mitglieder.
Während des Ersten Weltkriegs kam es im Herbst 1916 zu schweren Kampfhandlungen zwischen der Österreichisch-Ungarischen Armee und den Truppen des Königreichs Rumänien in den Karpaten. Nach dem Krieg kam Siebenbürgen an Rumänien. Auf die Tätigkeit des Karpatenvereins hatte dies jedoch geringe Auswirkungen. Er blieb weiter der wichtigste Bergsteigerverein auf der nördlichen Seite der Karpaten. Durch eine soziale Öffnung des bis dahin sehr großbürgerlichen Vereins stiegen die Mitgliederzahlen sogar und erreichten 1925 mit 6.500 einen Höchststand. Erst 1927 gründete der rumänischsprachige „Touring Clubul României“ seine ersten Sektionen in Siebenbürgen, in Kronstadt und Klausenburg. Doch auch innerhalb der deutschen Volksgruppe entstand Konkurrenz durch neue Wandervereinigungen und Jugendbewegungen, die sich auch in Siebenbürgen ausbreiteten, wie etwa dem Südostdeutschen Wandervogel. In den 1930er Jahren sank die Mitgliederzahl des SKV auf 4.500. Die mitgliederstärksten Sektionen stellten dabei durchgehend Hermannstadt und Kronstadt.
Aus der Zwischenkriegszeit stammen drei Gedenkstellen, die heute noch existieren. Eine unterhalb der Fideles-Spitze im Fogarascher Gebirge, die an ein Lawinenunglück vom 11. März 1928 erinnert, bei dem die beiden Skiwanderer Franz Hentes und Gerhard Krauss getötet wurden. Am Kamm zwischen dem Arpașul Mic und Arpașul Mare erinnert ein Stein an den Absturz von Richard Nerlinger und Herta Ruzicska am 30. Juni 1934. Am 20. Januar 1940 kam es im Sâmbăta-Tal zu einem tödlichen Lawinenunglück, zu dessen Gedenken auf halbem Weg zum „Großen Fenster“ ein Holzkreuz aufgestellt wurde. Dieses wird in heutigen Wanderführern oft fälschlich als „Hirtenkreuz“ (rum.: crucea ciobanului) bezeichnet.
Nach dem Zweiten Weltkrieg wurden im Juli 1945 alle deutschen Vereine und Organisationen zwangsweise aufgelöst, so auch der Siebenbürgische Karpatenverein. Damit endete die 65-jährige Geschichte des SKV abrupt. In der Folge wurden alle Berghütten enteignet und fielen an den rumänischen Staat.

### Unter kommunistischer Herrschaft

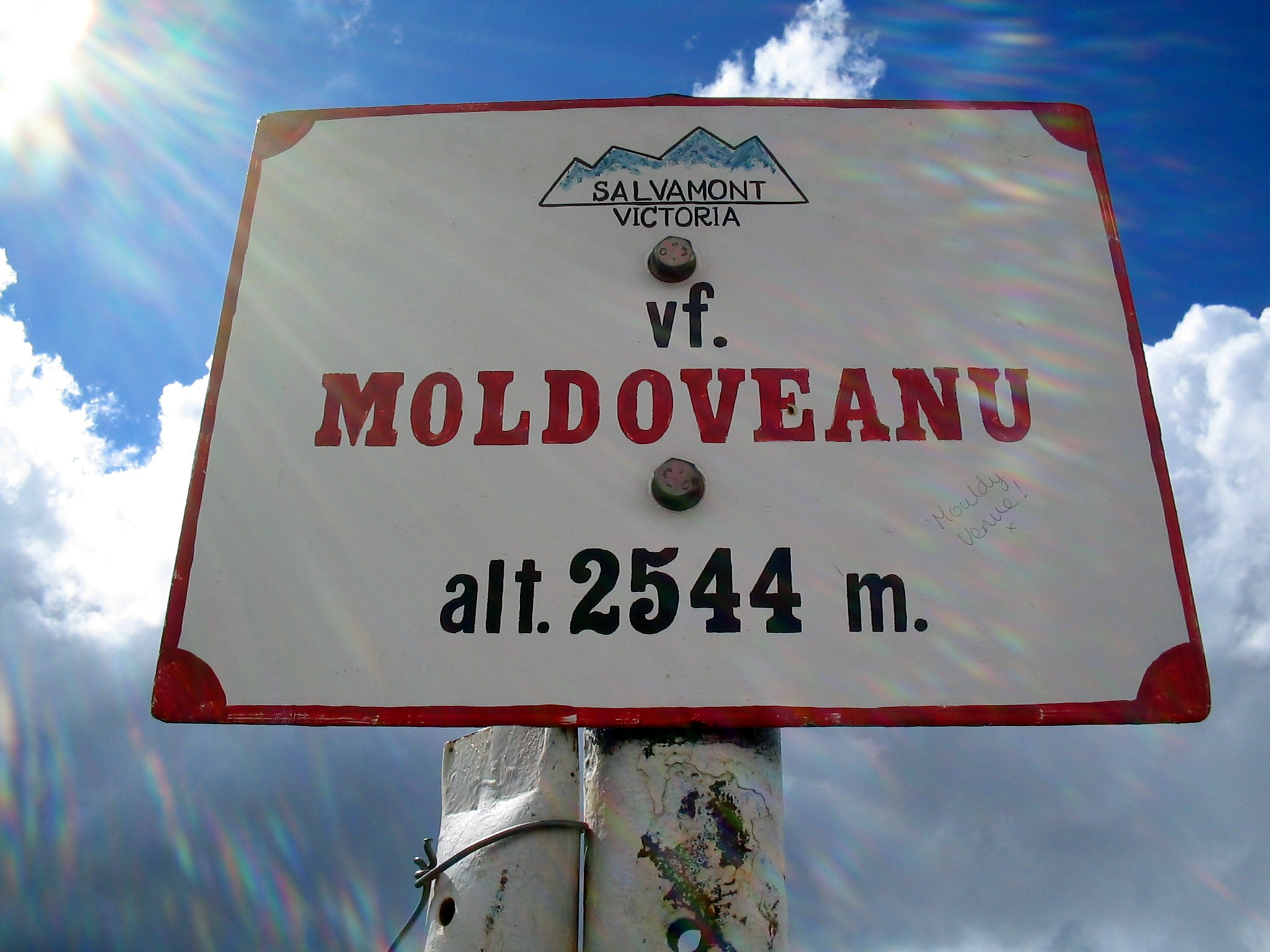
Schild der staatlichen Bergrettung Salvamont, Sektion Viktoriastadt

Nach der Auflösung und Enteignung des SKV gab es in den ersten Jahren der kommunistischen Herrschaft in Rumänien keine Bergrettung, da der Karpatenverein diese Funktion bis dahin alleine erfüllt hatte. Für die Regierung stellte dies jedoch keinen unmittelbaren Nachteil dar, da der Berg- und Wandersport zunächst ohnehin nicht erwünscht war. Zum einen galt er als bürgerlich, zum anderen sollten die Werktätigen ihre Kraft dem Wiederaufbau des Landes widmen. Daneben gab es sicherheitspolitische Gründe. In den Karpaten gab es in den späten 1940er- und frühen 1950er-Jahren versprengte Gruppen von bewaffneten antikommunistischen Partisanen. Deshalb waren etwa weite Gebiete des Fogarascher Gebirges zeitweise Sperrgebiet, das nur vom Militär und der Geheimpolizei betreten werden durfte. Erst Ende der 1950er-Jahre, als diese bewaffneten Rebellen weitgehend verhaftet oder eliminiert worden waren, kam das Bergwandern wieder in Mode. Im Jahr 1969 wurde schließlich eine staatliche Bergrettung unter dem Namen „Salvamont“ gegründet.
Die Mehrzahl der Bergsteiger waren jedoch in dieser Zeit weiterhin Angehörige der siebenbürgisch-sächsischen Minderheit, oder ausländische Touristen aus den sozialistischen Bruderländern, vor allem Tschechoslowaken und Ostdeutsche. Unter den Rumänen war das Bergsteigen weniger populär.
Im Jahr 1977 kam es zu einem für die Siebenbürger Sachsen traumatischen Bergunglück. Eine ganze Schulklasse des Brukenthal-Lyzeums in Hermannstadt wurde beim Bulea-See am 17. April 1977 von einer Lawine verschüttet. 23 Personen starben, darunter 16 Schüler und 4 Lehrer. Dieses Unglück findet auch im Roman Atemschaukel von Herta Müller Erwähnung.

### Neugründung und Restitution

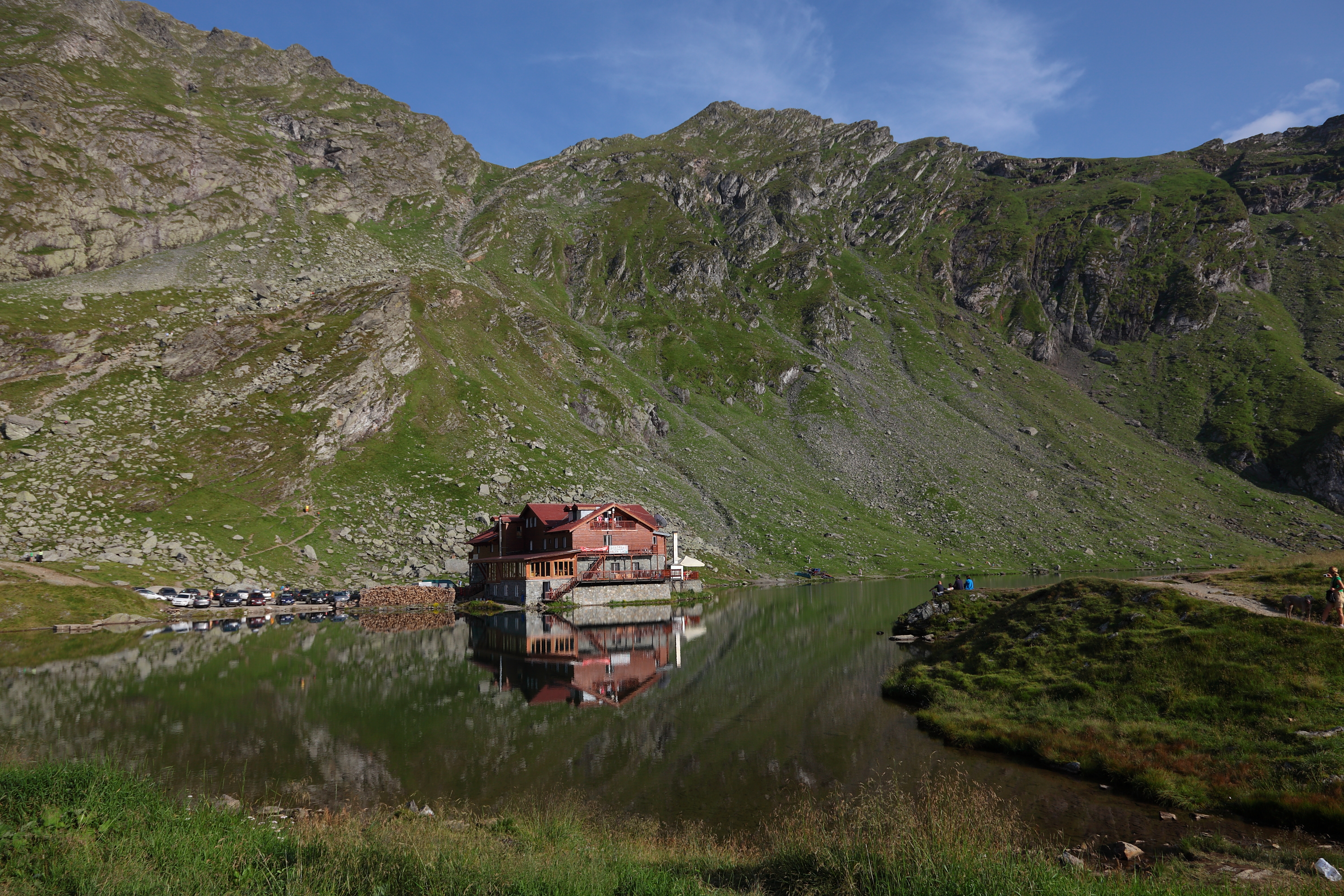
Die erste Hütte am Bulea-See wurde vom SKV errichtet, das jetzige Gebäude an derselben Stelle stammt aus der Zeit der kommunistischen Herrschaft

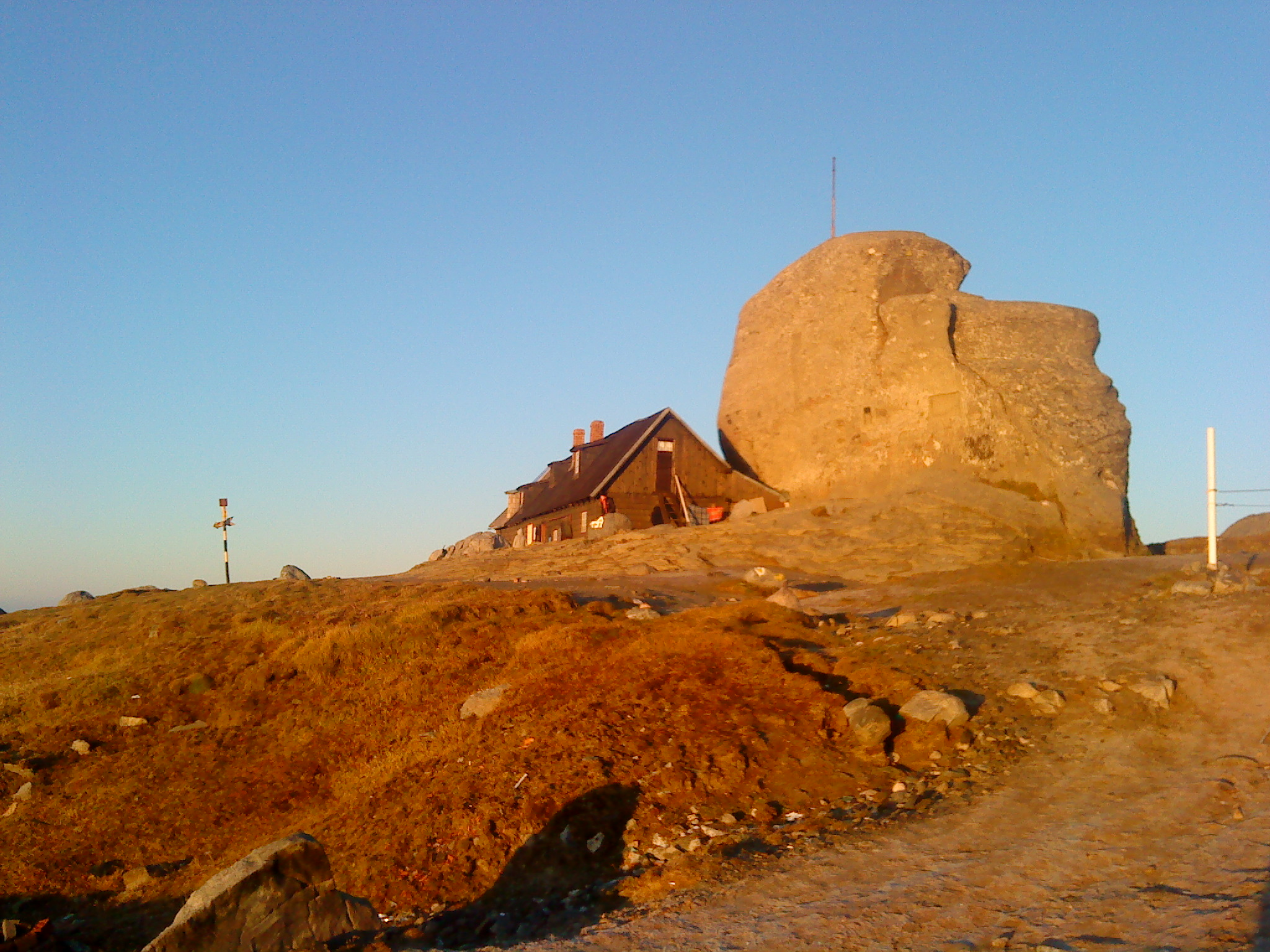
Die ehemalige SKV-Hütte am Omu

In den Wirren nach der Rumänischen Revolution vom Dezember 1989 kam es zur Massenauswanderung der deutschen Minderheit in Rumänien nach Westdeutschland. Nur ein kleiner Teil verblieb im Land, darunter jedoch einige beherzte Bergfreunde, die im Jahr 1996 den SKV neu gründeten. Ziel war einerseits die Wiederbelebung des Tourismus in den Karpaten, andererseits das Bemühen um die Restitution der während der kommunistischen Herrschaft enteigneten Hütten. Dies gelang jedoch nur teilweise. Bis dato wurde lediglich die Berghütte unterhalb des Schuler in Poiana Brașov zurückerstattet, die vom SKV nun wieder unter dem Namen Julius-Römer-Hütte betrieben wird. Die Hütte am Bulea-See, die einst ebenfalls vom SKV errichtet worden war, wurde nicht zurückerstattet, da der Originalbau mehrmals abgebrannt ist und wiederaufgebaut wurde und das jetzige Gebäude vom rumänischen Staat errichtet worden war.
Weiter strittig sind die Hütten am Vârful cu dor, am Bolboci, die älteste Steinhütte Rumäniens am Omul, die Hütte auf der Curmătura unter dem Königsstein, sowie das Hotel Ruia in Poiana Brașov, das ursprünglich vom SKV unter dem Namen Höhenheim Schulerau erbaut wurde und mittlerweile im Besitz des ehemaligen Starfußballers Adrian Ilie steht.
Seit 2010 ist der SKV als einziger rumänischer Wanderverband auch Mitglied der Europäischen Wandervereinigung und engagiert sich bei der Integration Rumäniens in das Netz der Europäischen Fernwanderwege.